# Малая Пятигорка
Ма́лая Пяти́горка (укр. Мала́ П'яти́гірка) — село на Украине, основано в 1695 году, находится в Андрушёвском районе Житомирской области.
Код КОАТУУ — 1820386801. Население по переписи 2001 года составляет 396 человек. Почтовый индекс — 13453. Телефонный код — 4136. Занимает площадь 15,671 км².

## Адрес местного совета
13453, Житомирская область, Андрушёвский р-н, с.Малая Пятигорка, ул.Ленина